# Patrimoni dell'umanità della Polonia
I patrimoni dell'umanità della Polonia sono i siti dichiarati dall'UNESCO come patrimonio dell'umanità in Polonia, la quale è divenuta parte contraente della Convenzione sul patrimonio dell'umanità il 29 giugno 1976.
Al 2021 i siti iscritti nella Lista dei patrimoni dell'umanità sono diciassette, mentre cinque sono le candidature per nuove iscrizioni. I primi due siti furono iscritti nella lista nel 1978, durante la seconda sessione del comitato del patrimonio mondiale: il centro storico di Cracovia e la Miniera di sale di Wieliczka (esteso nel 2013 alla Miniera di sale di Bochnia). Gli altri siti furono aggiunti nel 1979 (due), 1980, 1992, 1997 (due), 1999, 2001, 2003, 2004, 2006, 2013, 2017, 2019 e 2021. Quindici siti sono considerati culturali, secondo i criteri di selezione, e due naturali; quattro sono parte di siti transnazionali.

## Siti del Patrimonio mondiale
| Foto | Sito | Luogo | Tipo                          | Anno           | Descrizione |
| ---- | --- | --- | ----------------------------- | -------------- | --- |
|      | Centro storico di Cracovia                                                                                 | Cracovia | Culturale (29; iv)            | 1978           | Il centro storico di Cracovia, l'ex capitale della Polonia, si trova ai piedi del castello reale di Wawel. La città dei mercanti del XIII secolo ha la piazza del mercato più grande d'Europa e numerose case storiche, palazzi e chiese con i loro magnifici interni. Ulteriori prove dell'affascinante storia della città sono fornite dai resti delle fortificazioni del XIV secolo e dal sito medievale di Kazimierz con le sue antiche sinagoghe nella parte meridionale della città, l'Università Jagellonica e la cattedrale gotica dove furono sepolti i re di Polonia. |
|      | Miniere di sale reali di Wieliczka e Bochnia                                                               | Bochnia, Wieliczka | Culturale (32; iv)            | 1978-2008-2013 | Il deposito di salgemma a Wieliczka e Bochnia è stato estratto dal XIII secolo. Questa grande impresa industriale ha deneficiato della protezione reale ed è la più antica del suo genere in Europa. Il sito è una proprietà seriale costituita dalle miniere di sale di Wieliczka e Bochnia e dal castello delle saline di Wieliczka. Le Miniere di Sale Reali di Wieliczka e Bochnia illustrano le fasi storiche dello sviluppo delle tecniche minerarie in Europa dal XIII al XX secolo: entrambe le miniere hanno centinaia di chilometri di gallerie con opere d'arte, cappelle sotterranee e statue scolpite nel sale, rendendo un affascinante pellegrinaggio nel passato. Le miniere erano gestite amministrativamente e tecnicamente dal Castello delle Saline di Wieliczka, che risale al periodo medievale ed è stato ricostruito più volte nel corso della sua storia.                                                                 |
|      | Auschwitz Birkenau Campo di concentramento e sterminio nazista tedesco (1940-1945)                         | Oświęcim | Culturale (31; vi)            | 1979           | Le mura fortificate, il filo spinato, le piattaforme, le baracche, le forche, le camere a gas e i forni crematori mostrano le condizioni entro le quali si svolse il genocidio nazista nell'ex campo di concentramento e sterminio di Auschwitz-Birkenau, il più grande del Terzo Reich. Secondo le indagini storiche, 1,5 milioni di persone, tra cui un gran numero di ebrei, sono state sistematicamente fatte morire di fame, torturate e assassinate in questo campo, il simbolo della crudeltà dell'umanità verso i suoi simili nel XX secolo. |
|      | Foresta di Białowieża                                                                                      | Voivodato della Podlachia (condiviso con la Bielorussia) | Naturale (33; ix, x)          | 1979-1992-2014 | Il sito della foresta di Białowieża, al confine tra Polonia e Bielorussia, è una vasta gamma di foreste primarie che comprende sia conifere che latifoglie che coprono un'area totale di 141.885 ettari. Situata sullo spartiacque del Mar Baltico e del Mar Nero, questa proprietà transfrontaliera è eccezionale per le opportunità che offre per la conservazione della biodiversità. Ospita la più grande popolazione della specie iconica dell'area protetta, il bisonte europeo. |
|      | Centro storico di Varsavia                                                                                 | Varsavia | Culturale (30; ii, vi)        | 1980           | Durante la rivolta di Varsavia dell'agosto 1944, più dell'85% del centro storico di Varsavia fu distrutto dalle truppe naziste. Nel dopoguerra, una campagna di ricostruzione quinquennale da parte dei suoi cittadini ha portato all'odierno meticoloso restauro del centro storico, con le sue chiese, i palazzi e la piazza del mercato. È un eccezionale esempio di ricostruzione quasi totale di un arco di storia che va dal XIII al XX secolo. |
|      | Città vecchia di Zamość                                                                                    | Zamość | Culturale (564; iv)           | 1992           | Zamość è stata fondata nel XVI secolo dal cancelliere Jan Zamoyski sulla rotta commerciale che collega l'Europa occidentale e settentrionale con il Mar Nero. Modellato sulle teorie italiane della "città ideale" e costruito dall'architetto Bernardo Morando, nativo di Padova, Zamość è un perfetto esempio di città rinascimentale del tardo XVI secolo. Ha mantenuto la sua struttura originale e le fortificazioni e un gran numero di edifici che combinano le tradizioni architettoniche italiane e dell'Europa centrale. |
|      | Città medievale di Toruń                                                                                   | Toruń | Culturale (835; ii, iv)       | 1997           | Toruń deve le sue origini all'Ordine Teutonico, che vi costruì un castello a metà del XIII secolo come base per la conquista e l'evangelizzazione della Prussia. Ben presto ha sviluppato un ruolo commerciale come parte della Lega Anseatica. Nella Città Vecchia e Nuova, i numerosi imponenti edifici pubblici e privati del XIV e XV secolo (tra cui la casa di Copernico) sono una prova lampante dell'importanza di Toruń. |
|      | Castello dell'Ordine Teutonico a Malbork                                                                   | Malbork | Culturale (847; ii, iii, iv)  | 1997           | Questo monastero fortificato del XIII secolo appartenente all'Ordine Teutonico fu notevolmente ampliato e abbellito dopo il 1309, quando la sede del Gran Maestro si trasferì qui da Venezia. Un esempio particolarmente bello di castello medievale in mattoni, in seguito cadde in rovina, ma fu meticolosamente restaurato nel XIX e all'inizio del XX secolo. Molte delle tecniche di conservazione ora accettate come standard si sono evolute qui. A seguito di gravi danni nella seconda guerra mondiale è stato nuovamente restaurato, utilizzando la dettagliata documentazione predisposta dai precedenti conservatori. |
|      | Kalwaria Zebrzydowska: il complesso dell'architettura manierista e del parco e il parco del pellegrinaggio | Kalwaria Zebrzydowska | Culturale (905; ii, iv)       | 1999           | Kalwaria Zebrzydowska è un paesaggio culturale mozzafiato di grande significato spirituale. Il suo contesto naturale - nel quale all'inizio del XVII secolo si sono disposti una serie di luoghi di culto simbolici relativi alla Passione di Gesù Cristo e alla vita della Vergine Maria - è rimasto pressoché immutato. Ancora oggi è un luogo di pellegrinaggio. |
|      | Chiese della Pace a Jawor e Świdnica                                                                       | Jawor, Świdnica | Culturale (1054; iii, iv, vi) | 2001           | Le Chiese della Pace a Jawor e Świdnica, i più grandi edifici religiosi a graticcio d'Europa, furono costruite nell'antica Slesia a metà del XVII secolo, durante i conflitti religiosi che seguirono la pace di Westfalia. Vincolate dalle condizioni fisiche e politiche, le Chiese della Pace testimoniano la ricerca della libertà religiosa e sono una rara espressione dell'ideologia luterana in un idioma generalmente associato alla Chiesa cattolica. |
|      | Chiese in legno della Piccola Polonia meridionale                                                          | Distretto di Bochnia, Distretto di Gorlice, Distretto di Nowy Targ, Distretto di Brzozów | Culturale (1053; iii, iv)     | 2003           | Le sei chiese in legno della Piccola Polonia meridionale rappresentano esempi eccezionali dei diversi aspetti delle tradizioni di costruzione di chiese medievali nella cultura cattolica romana. Costruite utilizzando la tecnica del tronco orizzontale, comune nell'Europa orientale e settentrionale sin dal Medioevo, queste chiese furono sponsorizzate da famiglie nobili e divennero autentici status symbol. Hanno offerto un'alternativa alle strutture in pietra erette nei centri urbani. |
|      | Parco di Muskau                                                                                            | Łęknica (condiviso con la Germania) | Culturale (1127; i, iv)       | 2004           | Un parco paesaggistico di 559,9 ettari a cavallo del fiume Neiße e il confine tra Polonia e Germania, è stato creato dal principe Hermann von Pückler-Muskau dal 1815 al 1844. Fondendosi perfettamente con il paesaggio agricolo circostante, il parco ha aperto la strada a nuovi approcci alla progettazione del paesaggio e ha influenzato lo sviluppo dell'architettura del paesaggio in Europa e in America. Progettato come un "dipinto con piante", non ha cercato di evocare paesaggi classici, il paradiso o qualche perfezione perduta, ma utilizzando piante locali ha migliorato le qualità intrinseche del paesaggio esistente. Questo paesaggio integrato si estende nella città di Bad Muskau con passaggi verdi che formavano parchi urbani che incorniciavano aree di sviluppo. La città diventa così una componente progettuale in un paesaggio utopico. Il sito dispone anche di un castello ricostruito, ponti e un arboreto. |
|      | Sala del Centenario a Breslavia                                                                            | Breslavia | Culturale (1165; i, ii, iv)   | 2006           | La Sala del Centenario, un punto di riferimento nella storia dell'architettura in cemento armato, fu eretta nel 1911-1913 dall'architetto Max Berg come edificio ricreativo polivalente, situato nel quartiere fieristico. Ha la forma di un quadrifoglio simmetrico con un vasto spazio centrale circolare che può ospitare circa 6.000 persone. La cupola alta 23 m è sormontata da una lanterna in acciaio e vetro. La Sala del Centenario è un'opera pionieristica dell'ingegneria e dell'architettura moderna, che mostra un importante scambio di influenze all'inizio del XX secolo, diventando un riferimento chiave nello sviluppo successivo delle strutture in cemento armato. |
|      | Tserkvas in legno della regione dei Carpazi in Polonia e Ucraina                                           | Voivodato della Piccola Polonia, Voivodato della Precarpazia (altri 8 sono in Ucraina) | Culturale (1424; iii, iv)     | 2013           | Situata nella fascia orientale dell'Europa centrale, la proprietà transnazionale conta una selezione di sedici tserkvas (chiese), di cui otto in Polonia. Sono state costruite con tronchi di legno orizzontali tra il XVI e il XIX secolo da comunità di fede ortodossa e greco-cattolica. Le tserkvas testimoniano una distinta tradizione edilizia radicata nel design ecclesiastico ortodosso intrecciato con elementi della tradizione locale e riferimenti simbolici alla cosmogonia delle loro comunità. Le tserkvas sono costruite su un piano tripartito sormontato da cupole circolari, quadrilatere o ottagonali. Integrati nelle tserkvas sono gli schermi dell'iconostasi, le decorazioni policrome degli interni e altri arredi storici. Elementi importanti di alcune tserkvas includono campanili in legno, sagrati, portali e cimiteri.                                                                                           |
|      | Miniera di piombo, argento e zinco di Tarnowskie Góry e il suo sistema sotterraneo di gestione idraulica   | Tarnowskie Góry | Culturale (1539; i, ii, iv)   | 2017           | Situata nell'Alta Slesia, una delle principali aree minerarie dell'Europa centrale, la proprietà comprende l'intera miniera sotterranea con ingressi, pozzi, gallerie e altre caratteristiche del sistema di gestione dell'acqua. La maggior parte della proprietà è situata nel sottosuolo, mentre la topografia mineraria di superficie presenta resti di pozzi e cumuli di rifiuti, nonché i resti della stazione di pompaggio dell'acqua a vapore del XIX secolo. Gli elementi del sistema di gestione delle acque, situati nel sottosuolo e in superficie, testimoniano gli sforzi continui nel corso di tre secoli per drenare la zona di estrazione sotterranea e per utilizzare l'acqua indesiderata delle miniere per rifornire città e industrie. Tarnowskie Góry rappresenta un contributo significativo alla produzione globale di piombo e zinco.                                                                                     |
|      | Regione mineraria preistorica della selce rigata di Krzemionki                                             | Bodzechów | Culturale (1599; iii, iv)     | 2019           | Situato nella regione montuosa del Voivodato della Santacroce, Krzemionki è un insieme di quattro siti minerari, datati dal neolitico all'età del bronzo (circa 3900-1600 a.C.), dedicati all'estrazione e alla lavorazione della selce rigata, che era utilizzata principalmente per la fabbricazione di asce. Con le sue strutture minerarie sotterranee, i laboratori di selce e circa 4.000 pozzi e fosse, la proprietà presenta uno dei più completi sistemi di estrazione e lavorazione della selce sotterranea preistorici identificati fino ad oggi. La struttura fornisce informazioni sulla vita e il lavoro negli insediamenti preistorici e testimonia una tradizione culturale estinta. È una testimonianza eccezionale dell'importanza del periodo preistorico e dell'estrazione di selce per la produzione di utensili nella storia umana.                                                                                          |
|      | Antiche faggete primordiali dei Carpazi e di altre regioni d'Europa                                        | Voivodato della Precarpazia (altri 93 sono in Albania, Austria, Belgio, Bosnia ed Erzegovina, Bulgaria, Croazia, Francia, Germania, Italia, Macedonia del Nord, Rep. Ceca, Romania, Slovacchia, Slovenia, Spagna, Svizzera e Ucraina) | Naturale (1133; ix)           | 2021           | Questa proprietà transnazionale comprende 94 componenti in 18 paesi. Dalla fine dell'ultima era glaciale, il faggio europeo si è diffuso da poche aree di rifugio isolate nelle Alpi, Carpazi, Dinaridi, Mediterraneo e Pirenei in un breve periodo di poche migliaia di anni in un processo tuttora in corso. L'espansione di successo in un intero continente è legata all'adattabilità e alla tolleranza dell'albero alle diverse condizioni climatiche, geografiche e fisiche. In Polonia la serie comprende quattro faggete nella foresta primaria del Parco nazionale Bieszczady. |

## Siti candidati
| Foto | Sito                                                                           | Luogo                                                | Tipo                        | Anno       | Descrizione |
| ---- | ------------------------------------------------------------------------------ | ---------------------------------------------------- | --------------------------- | ---------- | --- |
|      | Danzica - città della memoria e della libertà                                  | Danzica                                              | Culturale (530; ii, iv, vi) | 04/11/2005 | L'amore per la libertà è l'asse principale della tradizione storica e dell'esperienza moderna di Danzica, è stato anche alla base delle imponenti opere architettoniche erette nella città. Il complesso di edifici del centro storico è caratterizzato da un'arte architettonica di altissimo livello, diversificata nello stile. Ciascuno degli edifici rappresenta una gamma diversa di diritti e libertà urbane, mentre allo stesso tempo presentano un programma concettuale completo esemplare per una repubblica urbana dei tempi moderni. |
|      | Canale di Augustów                                                             | Distretto di Augustów (condiviso con la Bielorussia) | Culturale (2101)            | 20/03/2006 | Il canale Augustów è un monumento tecnologico transfrontaliero situato nel territorio di due stati, nella parte nord-orientale della Polonia e nella parte nord-occidentale della Bielorussia. È uno spartiacque navigabile che collega il fiume Vistola attraverso il fiume Biebrza (un affluente del fiume Narew), con il fiume Nemunas attraverso il suo affluente, il fiume Czarna Hańcza. Utilizza una depressione postglaciale, che forma la catena dei laghi di Augustów, e le valli fluviali della Biebrza, della Netta, della Czarna Hancza e del Neman, che hanno permesso di integrare perfettamente il Canale con gli elementi circostanti dell'ambiente naturale. |
|      | Gola del fiume Dunajec nei monti Pieniny                                       | Distretto di Nowy Targ                               | Naturale (2102)             | 20/03/2006 | La proprietà comprende una valle scavata dal fiume Dunajec situata all'interno del Parco nazionale dei Pieniny, nel sud della Polonia. Il sito rappresenta un aspetto geologico e geomorfologico unico ed estremamente interessante, caratterizzato da scarsa influenza antropica con la conseguente conservazione di specifici ecosistemi naturali. |
|      | Centro modernista di Gdynia - esempio di costruzione di una comunità integrata | Gdynia                                               | Culturale (6431; ii, iv, v) | 26/09/2019 | Il centro modernista di Gdynia è stato costruito come il nucleo di una città di nuova concezione. Ha seguito un piano urbanistico che coerentemente attuato, che aveva preso forma a metà degli anni '20 e si è evoluto negli anni successivi, fino ai giorni nostri, mantenendo i principi fondamentali del suo concetto originale. In modo innovativo, ha combinato le caratteristiche della composizione urbana tradizionale (una griglia stradale ortogonale inscritta nel paesaggio a ventaglio) con edifici che incorporavano soluzioni innovative nelle abitazioni (accesso garantito di luce e aria). Il progetto si è basato su un'importante idea di aprire la città al mare con il suo asse compositivo principale concluso con l'iconico molo meridionale che funge da lungomare e con spazi portuali aperti all'accesso pubblico (un porto turistico, uno passeggeri e una piccola area per l'imbarco delle merci). |
|      | Cartiera a Duszniki-Zdrój                                                      | Duszniki-Zdrój                                       | Culturale (6439; iii, iv)   | 24/10/2019 | La cartiera di Duszniki era stata eretta prima del 1562 e il suo primo proprietario registrato fu Ambrosius Tepper. Durante l'alluvione del 1601 la cartiera subì una parziale distruzione. Il proprietario di allora, Gregor Kretschmer, ricostruì lo stabilimento e riprese la produzione di carta, che divenne una fonte di immensa ricchezza e di elevato status sociale per la famiglia. Su questa base, si può presumere che la cartiera esistente sia una delle più antiche strutture conservate e operative del suo genere in Europa. I tratti distintivi dei componenti tipici delle cartiere, come la cartiera vera e propria e l'essiccatoio, sono entrambi ancora esistenti e presentano una disposizione spaziale altamente distintiva. Anche i resti della roggia per il mulino, che forniva l'energia necessaria per azionare l'attrezzatura all'interno della cartiera, sono sopravvissuti fino ad oggi.         |